# Darío Verón
Darío Anastacio Verón Maldonado (ur. 26 lipca 1979 w San Ignacio) – paragwajski piłkarz z obywatelstwem meksykańskim występujący na pozycji środkowego obrońcy, reprezentant Paragwaju.

## Kariera klubowa
Verón jest wychowankiem klubu Club 12 de Octubre z siedzibą Itaugui, do którego seniorskiej drużyny został włączony jako dziewiętnastolatek. W paragwajskiej Primera División zadebiutował 25 lipca 1999 w zremisowanym 0:0 spotkaniu z Cerro Porteño, szybko zostając podstawowym stoperem swojej ekipy. Po upływie dwóch lat odszedł do zespołu Club Guaraní ze stołecznego Asunción, gdzie spędził z kolei sześć miesięcy bez większych sukcesów, po czym powrócił do 12 de Octubre. W sezonie 2002, mając pewne miejsce w wyjściowym składzie, wywalczył z nim największy sukces w historii klubu – tytuł wicemistrza kraju, wcześniej triumfując ze swoją ekipą w jesiennej fazie Clausura, które 12 de Octubre wygrał dzięki jego bramce w końcówce spotkania ostatniej kolejki z Guaraní (3:2). Bezpośrednio po tym sukcesie odszedł do chilijskiej drużyny CD Cobreloa z miasta Calama, gdzie pierwszego gola w chilijskiej Primera División strzelił 1 czerwca 2003 w zremisowanej 3:3 konfrontacji z Uniónem Española. Jako kluczowy piłkarz Cobreloi zdobył mistrzostwo Chile w wiosennych rozgrywkach Apertura 2003.
Latem 2003 Verón wyjechał do Meksyku, gdzie spędził resztę swojej kariery, przechodząc do klubu Pumas UNAM ze stołecznego miasta Meksyk. W meksykańskiej Primera División zadebiutował 13 sierpnia 2003 w wygranym 4:3 spotkaniu z Américą, w którym zdobył również swojego premierowego gola w lidze meksykańskiej. Z miejsca wywalczył sobie niepodważalne miejsce w wyjściowej jedenastce ekipy prowadzonej przez szkoleniowca Hugo Sáncheza, tworząc pewny duet stoperów z Joaquínem Beltránem. W wiosennym sezonie Clausura 2004 zdobył z Pumas swoje pierwsze mistrzostwo Meksyku i sukces ten powtórzył również pół roku później, podczas jesiennych rozgrywek Apertura 2004. W tym samym roku wywalczył również superpuchar Meksyku – Campeón de Campeones. W 2005 roku zajął natomiast drugie miejsce w superpucharze, a także dotarł do finału zarówno najbardziej prestiżowych rozgrywek Ameryki Północnej – Pucharu Mistrzów CONCACAF, jak i południowoamerykańskiego turnieju Copa Sudamericana. Ponadto w maju 2005 na zasadzie krótkiego, dwutygodniowego wypożyczenia przeniósł się do CF Pachuca, aby pomóc temu zespołowi w awansie do ćwierćfinału Copa Libertadores.
W sezonie Apertura 2007, Verón zanotował z Pumas kolejny sukces na arenie krajowej, tym razem w postaci wicemistrzostwa. Podczas sezonu Clausura 2009, wciąż będąc ostoją linii defensywnej Pumas, po raz trzeci w karierze zdobył tytuł mistrza Meksyku, tym razem występując już na środku obrony wraz z Marco Antonio Palaciosem. W grudniu 2009 otrzymał meksykańskie obywatelstwo w wyniku wieloletniego zamieszkania w tym kraju. Czwarte mistrzostwo Meksyku wywalczył ze swoją drużyną w rozgrywkach Clausura 2011, kiedy to został również wybrany w oficjalnym plebiscycie Meksykańskiego Związku Piłki Nożnej najlepszym stoperem ligi meksykańskiej. W listopadzie 2011 – po odejściu z zespołu Francisco Palencii – trener Guillermo Vázquez mianował go nowym kapitanem Pumas, zaś w sezonie Apertura 2015, mimo zaawansowanego wieku, zdobył z klubem tytuł wicemistrzowski, kiedy to stworzył duet środkowych obrońców z Gerardo Alcobą.
Po przyjściu do zespołu trenera Francisco Palencii – swojego byłego kolegi klubowego z Pumas – Verón zrezygnował z opaski kapitańskiej na rzecz Luisa Fuentesa, lecz pozostał opoką defensywy stołecznej drużyny.

## Kariera reprezentacyjna

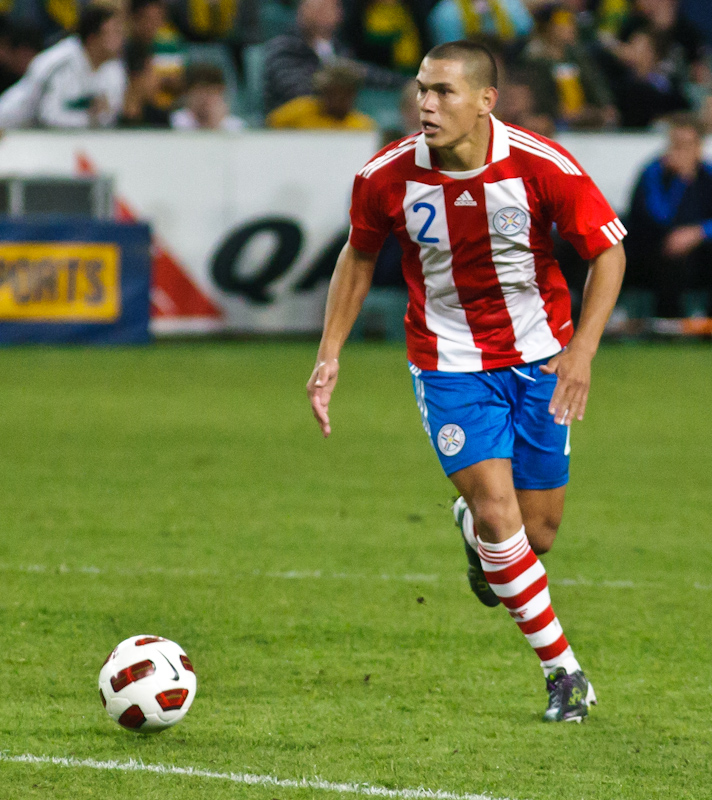
Verón w barwach Paragwaju podczas sparingu z Australią (0:1) w październiku 2010

W seniorskiej reprezentacji Paragwaju Verón zadebiutował za kadencji urugwajskiego selekcjonera Sergio Markariána, 27 stycznia 2001 w zremisowanym 1:1 meczu towarzyskim z Koreą Płd. W tym samym roku został powołany na turniej Copa América, gdzie jednak pozostawał wyłącznie rezerwowym kadry i nie rozegrał w niej żadnego spotkania, zaś jego drużyna zakończyła swój udział w rozgrywkach już na fazie grupowej. Na kolejny występ w reprezentacji przyszło mu czekać aż sześć lat; w 2007 roku znalazł się w ogłoszonym przez trenera Gerardo Martino składzie na kolejną edycję Copa América. Tam z kolei pełnił rolę podstawowego stopera i wystąpił we wszystkich czterech spotkaniach od pierwszej minuty, odpadając razem ze swoim zespołem w ćwierćfinale. W 2010 roku został powołany przez Martino na Mistrzostwa Świata w RPA, uprzednio mając pewne miejsce w wyjściowym składzie podczas kwalifikacji do światowego czempionatu. Na samym mundialu rozegrał jednak tylko jeden z pięciu meczów, będąc rezerwowym dla duetu środkowych obrońców tworzonego przez Antolína Alcaraza i Paulo da Silvę, zaś Paragwajczycy odpadli z turnieju w ćwierćfinale.
W 2011 roku Verón wziął udział w swoim trzecim turnieju Copa América, podczas którego wystąpił we wszystkich możliwych sześciu spotkaniach w pełnym wymiarze czasowym, tworząc solidną parę stoperów z Paulo da Silvą, zaś jego kadra zdołała dotrzeć aż do finału, w którym przegrała jednak z Urugwajem (0:3). Premierowego gola w kadrze narodowej strzelił 11 listopada 2011 w wygranym 2:1 pojedynku z Ekwadorem w ramach eliminacji do Mistrzostw Świata 2014, w czasie których rozegrał pięć meczów, a jego kadra nie zdołała się ostatecznie zakwalifikować na mundial.

## Statystyki kariery

### Klubowe
| 12 de Octubre | 1999      | Paragwaj | Primera División | —    | —   | —  | —                  | —                  | —  | —   | —    | —   |
| 12 de Octubre | 2000      | Paragwaj | Primera División | 31   | 0   | —  | —                  | —                  | —  | —   | 31   | 0   |
| Guaraní       | 2001      | Paragwaj | Primera División | —    | 1   | —  | —                  | CL                 | 3  | 1   | —    | 2   |
| 12 de Octubre | 2001      | Paragwaj | Primera División | —    | 0   | —  | —                  | —                  | —  | —   | —    | 0   |
| 12 de Octubre | 2002      | Paragwaj | Primera División | 24   | 1   | —  | —                  | CL                 | 6  | 0   | 30   | 1   |
| Cobreloa      | 2003      | Chile    | Primera División | 20   | 2   | —  | —                  | CL                 | 9  | 0   | 29   | 2   |
| UNAM          | 2003–2004 | Meksyk   | Liga MX          | 44   | 4   | —  | —                  | —                  | —  | —   | 44   | 4   |
| UNAM          | 2004–2005 | Meksyk   | Liga MX          | 35   | 1   | 2  | 0                  | LMC                | 6  | 0   | 43   | 1   |
| Pachuca       | 2004–2005 | Meksyk   | Liga MX          | —    | —   | —  | —                  | CL                 | 2  | 0   | 2    | 0   |
| UNAM          | 2005–2006 | Meksyk   | Liga MX          | 31   | 1   | 2  | 0                  | CS + CL            | 11 | 0   | 44   | 1   |
| UNAM          | 2006–2007 | Meksyk   | Liga MX          | 34   | 1   | —  | —                  | —                  | —  | —   | 34   | 1   |
| UNAM          | 2007–2008 | Meksyk   | Liga MX          | 33   | 1   | —  | —                  | —                  | —  | —   | 33   | 1   |
| UNAM          | 2008–2009 | Meksyk   | Liga MX          | 39   | 2   | —  | —                  | LMC                | 2  | 1   | 41   | 3   |
| UNAM          | 2009–2010 | Meksyk   | Liga MX          | 33   | 2   | —  | —                  | LMC                | 4  | 0   | 37   | 2   |
| UNAM          | 2010–2011 | Meksyk   | Liga MX          | 43   | 3   | —  | —                  | SL                 | 3  | 0   | 46   | 3   |
| UNAM          | 2011–2012 | Meksyk   | Liga MX          | 25   | 0   | —  | —                  | LMC                | 5  | 0   | 30   | 0   |
| UNAM          | 2012–2013 | Meksyk   | Liga MX          | 36   | 0   | 2  | 0                  | —                  | —  | —   | 38   | 0   |
| UNAM          | 2013–2014 | Meksyk   | Liga MX          | 25   | 3   | 6  | 0                  | —                  | —  | —   | 31   | 3   |
| UNAM          | 2014–2015 | Meksyk   | Liga MX          | 34   | 1   | 3  | 0                  | —                  | —  | —   | 37   | 1   |
| UNAM          | 2015–2016 | Meksyk   | Liga MX          | 35   | 1   | —  | —                  | CL                 | 8  | 1   | 43   | 2   |
| UNAM          | 2016–2017 | Meksyk   | Liga MX          |      |     | —  | —                  | —                  | —  | —   |      |     |
| Ogółem        |           |          |                  |      |     |    |                    |                    |    |     |      |     |
| Paragwaj      | Paragwaj  | Paragwaj | 55≤              | 2≤   | —   | —  | CL                 | 9                  | 1  | 64≤ | 3≤   |     |
| Chile         | Chile     | Chile    | 20               | 2    | —   | —  | CL                 | 9                  | 0  | 29  | 2    |     |
| Meksyk        | Meksyk    | Meksyk   | 447              | 20   | 15  | 0  | LMC + CL + CS + SL | 41                 | 2  | 503 | 22   |     |
| Ogółem        | Ogółem    | Ogółem   | Ogółem           | 522≤ | 24≤ | 15 | 0                  | CL + LMC + CS + SL | 59 | 3   | 596≤ | 27≤ |

- CL – Copa Libertadores
- LMC – Liga Mistrzów CONCACAF
- CS – Copa Sudamericana
- SL – SuperLiga

### Reprezentacyjne
| Paragwaj | Paragwaj | 2001   | 1  | 0 | —  | — | —       | —  | — | 1  | 0 |
| Paragwaj | Paragwaj | 2002   | —  | — | —  | — | —       | —  | — | 0  | 0 |
| Paragwaj | Paragwaj | 2003   | —  | — | —  | — | —       | —  | — | 0  | 0 |
| Paragwaj | Paragwaj | 2004   | —  | — | —  | — | —       | —  | — | 0  | 0 |
| Paragwaj | Paragwaj | 2005   | —  | — | —  | — | —       | —  | — | 0  | 0 |
| Paragwaj | Paragwaj | 2006   | —  | — | —  | — | —       | —  | — | 0  | 0 |
| Paragwaj | Paragwaj | 2007   | 5  | 0 | 1  | 0 | CA      | 4  | 0 | 10 | 0 |
| Paragwaj | Paragwaj | 2008   | 3  | 0 | 3  | 0 | —       | —  | — | 6  | 0 |
| Paragwaj | Paragwaj | 2009   | 2  | 0 | 7  | 0 | —       | —  | — | 9  | 0 |
| Paragwaj | Paragwaj | 2010   | 5  | 0 | —  | — | MŚ      | 1  | 0 | 6  | 0 |
| Paragwaj | Paragwaj | 2011   | 6  | 0 | 4  | 1 | CA      | 6  | 0 | 16 | 1 |
| Paragwaj | Paragwaj | 2012   | 1  | 0 | 1  | 0 | —       | —  | — | 2  | 0 |
| Ogółem   | Ogółem   | Ogółem | 23 | 0 | 16 | 1 | CA + MŚ | 11 | 0 | 50 | 1 |

- CA – Copa América
- MŚ – Mistrzostwa Świata